# Секретариат на Тихоокеанската общност
Секретариат на Тихоокеанската общност (на английски: Secretariat of the Pacific Community), наричан понякога накратко Тихоокеанската общност, е регионална междуправителствена организация, в която членуват както народи, така и територии от Техоокеанския регион. Основната цел на организацията е развитието на индустриалната, професионалната, научната и изследователската способност на народите в Тихият океан, както и директно предоставяне на информация и съвети. По този начин Тихоокеанската общност дава възможност на членовете си да взимат информирани решения за своето бъдещо развитие, благополучие и просперитет.
Щаб-квартирата на организацията се намира в Нумеа това е столицата на Нова Каледония. Селско-стопанското отделение на СТО се намира във Сува, Фиджи.

## История
Секретариата на Тихоокеанската общност е създаден през 1947 г. под названието Южнотихоокеанска комисия (на английски: South Pacific Commission) от 6 развити страни, имащи своите интереси в този регион:
- Австралия
- Франция
- Великобритания
- Нидерландия
- Нова Зеландия
- Съединени американски щати

Шестте страни основават организацията, подписвайки договора в Канбера, за да възвърнат стабилността в регион, претърпял трусовете на Втората Световна война и да подпомогнат развитието на териториите, по такъв начин, че ползите да бъдат за тихоокеанските народи.
През 1962 година, Самоа става първата независима островна държава и през 1965 година е първата страна – пълноправен член на Тихоокеанската общност. Други островни държави впоследствие стават независими или в голяма степен самоуправляващи се, което довежда до знаковата 1983 година, когато на двайсет и третата конференция на Южнотихоокеанската комисия в Сайпан, всичките 22 тихоокеански острова членове държави и територии са припознати като пълноправни членове с право на глас и участие във взимането на решения.
Делото в Сайпан, следствие на дълъг период, в който Тихоокеанските лидера налагат мнението си и задават посока на организацията, показва СТО като една зряла организация почитаща равенството и правото на глас, без значение от политическата ситуация в страната. Също така се потвърждава и статуса на Секретариата като неполитически орган. Въпреки този статус, много от най-изявените лидери на Тихия океан – например Рату Сир Камисесе Мара (президент на Фиджи), проявяват дълбок интерес към делата на СТО и допринесят много за развитието му.
Името – Южнотихоокеанска комисия, се сменя на Тихоокеанска Общност на петдесетата годишна конференция през 1997 година, за да отрази широкия обхват на членство в организацията. През 2010 година СТО събира 26 членове, включвайки 22 островни държави и територии, заедно с четири от държавите-основатели. Поради несигурност в желанието си за развитие на държавите в Тихоокеанския регион или пренасочване на средствата си към по изостанали и нуждаещи се територии, две от държавите учредители оттеглят членството си от Секретариата на Тихоокеанската общност. Великобритания напуска 1994 година, а след обратно присъединяване през 1998, отново напуска през 2004 г. Холандия е другата държава учредител, която излиза от общността. Това се случва през 1962 година.
Конференцията на Тихоокеанската общност, която се провежда на всеки две години, е ръководният орган на СТО. Всеки член има право на един глас в решенията. Въпреки това, дебатите обикновено са решени с консенсус. Комитета на представителите на правителствата и администрациите се събира ежегодно, а през годините, когато не се провежда конференция, е упълномощена да взема решения относно управлението на общността.
Въпреки че региона е дом на около 7500 отделни острови и една трета от световните езици, срещите на СТО събират представители от всички островни държави и територии, използвайки само два езика: английски и френски. Секретариата се гордее със своя двуезичен статут, който е изиграл роля за насърчаване на взаимодействието между франкофонските и англоезичните страни и територии и в изграждането на регионалното сътрудничество.
Историята на СТО, която отразява развитието на самия Тихоокеански регион, е описана в книга, публикувана, за да отбележи 60-ата си годишнина: Къщата за срещи на Тихия океан – историята на СТО 1947-2007 (на английски: Meeting house of the Pacific – the story of SPC 1947-2007).
Ключови дати в историята на СТО
- 2012: Секретариатът на Тихоокеанската общност празнува 65 години служба в Тихоокеанския регион.
- 2011: Южнотихоокеанската комисия приложна геология прехвърля ядрото и основните си функции към Секретариата.
- 2010: Южнотихоокеанският съвет за образователна оценка се слива със СТО.
- 2007: Тихоокеанската общност празнува 60-ата си годишнина на 6 февруари.
- 2006: Първият Тихоокеански фестивал на младежта се провежда във Френска Полинезия със съдействито на СТО и ЮНЕСКО.
- 2004: Великобритания напуска Тихоокеанската общност.
- 1999: За генерален директор за пръв път е назначена жена (на английски: Lourdes Pangelinan).
- 1997: 50-ата годишна конференция се провежда в Канбера; името на „Южнотихоокеанска комисия“ се променя на „Тихоокеанска общност“.
- 1995: СТО се премества в специално проектирана нова централа в Нумеа (на английски: Anse Vata).
- 1983: На годишната конференция, проведена в Сайпан, всички държави и територии в района, покрит от СТО, стават пълноправни и равнопоставени членове и Конференцията на СТО става управителния орган.
- 1972: Първият фестивал на Тихоокеанските изкуства се провежда във Фиджи (СТО довежда до създаването му)
- 1965: Самоа се присъединява към Тихоокеанската общност като пълноправен член – първата островна държава членка.
- 1963: Първите Южнотихоокеански игри се провеждат в Сува (СТО изиграва водеща роля в процеса).
- 1962: Холандия е другата държава учредител, която излиза от общността.
- 1962: Самоа, с тогавашно название Западна Самоа, обявява своята независимост, с което става първата Тихоокеанска островна държава, придобила независимост през модерната епоха.
- 1951: Районът на работа на СТО се разширява достигайки до Гуам и Микронезия.
- 1950: Първата Южнотихоокеанска конференция се провежда в Нумеа.
- 1949: Централата на СТО се премества от временната си локация – Сидни, в Нумеа.
- 1947: След края на Втората световна война, е създадена Южнотихоокеанската комисията в Австралия с подписването на Споразумението Канбера между Австралия, Франция, Холандия, Нова Зеландия, Обединеното кралство и Съединените американски щати.

## Членове
Членовете на организацията са 26. Поради намаления интерес или желанието да помогнат на Тихоокеанските страните в други сфери две от тези държави са извадени от организацията: Великобритания (1995—1998 и 2005) и Холандия (1962 год).
| Страни основателки              | Страни основателки        | Страни основателки | Страни основателки |
| ------------------------------- | ------------------------- | ------------------ | ------------------ |
| Австралия                       | Франция                   | Нова Зеландия      | САЩ                |
| Тихоокеански страни и територии |                           |                    |                    |
| Американска Самоа               | Маршалови острови         | Палау              | Токелау            |
| Острови Кук                     | Микронезия                | Папуа Нова Гвинея  | Тувалу             |
| Фиджи                           | Науру                     | Питкерн            | Вануату            |
| Френска Полинезия               | Нова Каледония            | Соломонови острови | Уолис и Футуна     |
| Гуам                            | Ниуе                      | Самоа              |                    |
| Кирибати                        | Северни Мариански острови | Тонга              |                    |

## Функции
В самото начало функциите на организацията били много ограничени. На провела се конференция на Южнотихоокеанската комисия през 1947 г. Австралия, Нова Зеландия, Франция, Великобритания, Холандия и САЩ правят официално изявление, че комисията е длъжна да пренебрегне политическите спорове. Тези политически въпроси относно ядреното оръжие в Тихият океан довели до създаването на Форум на тихоокеанските острови.
Секретариатът на Тихоокеанската общност работи в широк спектър от сектори с цел постигане на три основни резултата за развитие – устойчиво икономическо развитие, устойчивото управление на природните ресурси, и устойчиво човешко и социално развитие.
Отдел за икономическо развитие
Основан през януари 2010 г., отделът за икономическо развитие работи за постигането на трите резултата, с особен акцент върху устойчивото икономическо развитие.
Отделът е разположен в Сува, Фиджи, но някои негови части са базирани в други страни и територии в Тихия океан. Целта на отдела е устойчиво икономическо развитие чрез достъпни, ефективни, сигурни и безопасни енергийни и транспортни услуги.
Основни цели за периода 2013-2015:
- Да се установят и поддържат ефективни регионални координационни механизми и стратегически партньорства.
- Да се подкрепи разработването и изпълнението на ефективни политики, планове и регулаторни рамки.
- Укрепване на институциите и експертния опит в секторите на енергетиката и транспорта.
- Подобряване достъпът до позволими и ефективни енергийни и транспортни услуги.

Отдел природни ресурси
Основната цел на отдела, занимаващ се с природните ресурси, е да подобри препитанието и хранителната сигурност на Тихоокеанската общност чрез устойчиво управление и развитие на земни, земеделски и горски ресурси. Това се постига чрез предоставянето на техническа помощ, обучение и консултации на правителствата на държавите членки, участващи в областта на растителната защита, опазване и използване на растителни ресурси, опазване здравето на животните, горското земеделие, устойчиви системи за земеделие, горско стопанство и управление на земите, и биологичната сигурност и улесняването на търговията.
В стратегическия план за периода 2013-2017 г. са посочени направленията за работа на програмата и на бюджета през следващите 4-5 години. В плана ясно се посочват приоритетните области и подхода за подкрепа на приоритетите на страните в Тихоокеанскя район относно земеделския и горския сектор. Планът предвижда също стратегическа рамка за ангажиране с националните правителства, неправителствени организации, частния сектор, с други регионални и международни агенции и партньори, работещи в секторите. Така Стратегията има за цел да гарантира, че работата на отдела по природни ресурси е в съответствие с националните приоритети и допълва програмите на правителствата и агенциите за развитие.
Отдел социални ресурси
Програмата на отдел социални ресурси работи за подобряване на възможностите на хората за безопасни, сигурни и устойчиви поминъци. Отделът има особен акцент върху поставянето на преден план на развитието пола, младежта, културата и образованието в общността.
Програмата има за цел да създаде един всеобхватен подход за всички сектори за максимизиране на потенциала за развитие на цялата общност и да помогне на хората да постигнат по-добро качество на живот. Насърчаването на културните индустрии е ключов приоритет на отдела.
Част от целите на отдел социални ресурси:
- Работа с правителства, неправителствени агенции и общности за насърчаване на по-балансирано и съсредоточено върху хората развитие.
- Набиране на данни и статистическа информация по въпросите на човешкото развитие.
- Изследване на възникващи проблеми като насилието, основано на пола, и злоупотребата с деца.
- Осигуряване на обучение за укрепване на обществените подходи.
- Подпомагане на регионални и международни събития, като Фестивала на тихоокеанските изкуства и Тихоокеански фестивал на младежта.